# Stara Biała
Stara Biała è un comune rurale polacco del distretto di Płock, nel voivodato della Masovia.
Ricopre una superficie di 111,12 km² e nel 2004 contava 9 706 abitanti.